# 漢國佐敦中心
漢國佐敦中心（英語：Hon Kwok Jordan Centre）是一幢位於香港九龍尖沙咀的商業大廈，其地址為山林道7號（地段編號為九龍內地段9047及9102號），東毗卓林中心，西鄰協榮商業大廈，北望耀基大樓，鄰近九龍公園。漢國佐敦中心分別由漢國置業有限公司及建盈物業管理有限公司所持有及管理，於1997年落成，並於2007年及2019年進行翻新工程，樓高23層，共52個單位，總樓面面積達62127平方呎。
大廈其中三面由橫向交替排列的藍黃色玻璃幕牆組成，而地下大堂共有三部升降機通往其他樓層。

## 樓層序數及設計
大廈樓層設有「地下」及「一樓」至「二十六樓」；「四樓」、「十四樓」及「二十四樓」則根據香港普遍做法被刪去。
「地下」、「一樓」及「二樓」之樓面面積較其他樓層大；有別於「五樓」至「二十三樓」的樓層，「二十五樓」及「二十六樓」均設有露臺，面向九龍公園。

## 升降機配置
大廈內共有三部日立升降機：
- 「一號客𨋢」：除「三樓」外，連接大廈所有樓層
- 「二號客貨𨋢」：連接大廈所有樓層，為大廈消防升降機
- 「三號客𨋢」：連接「地下」、「一樓」及「二樓」

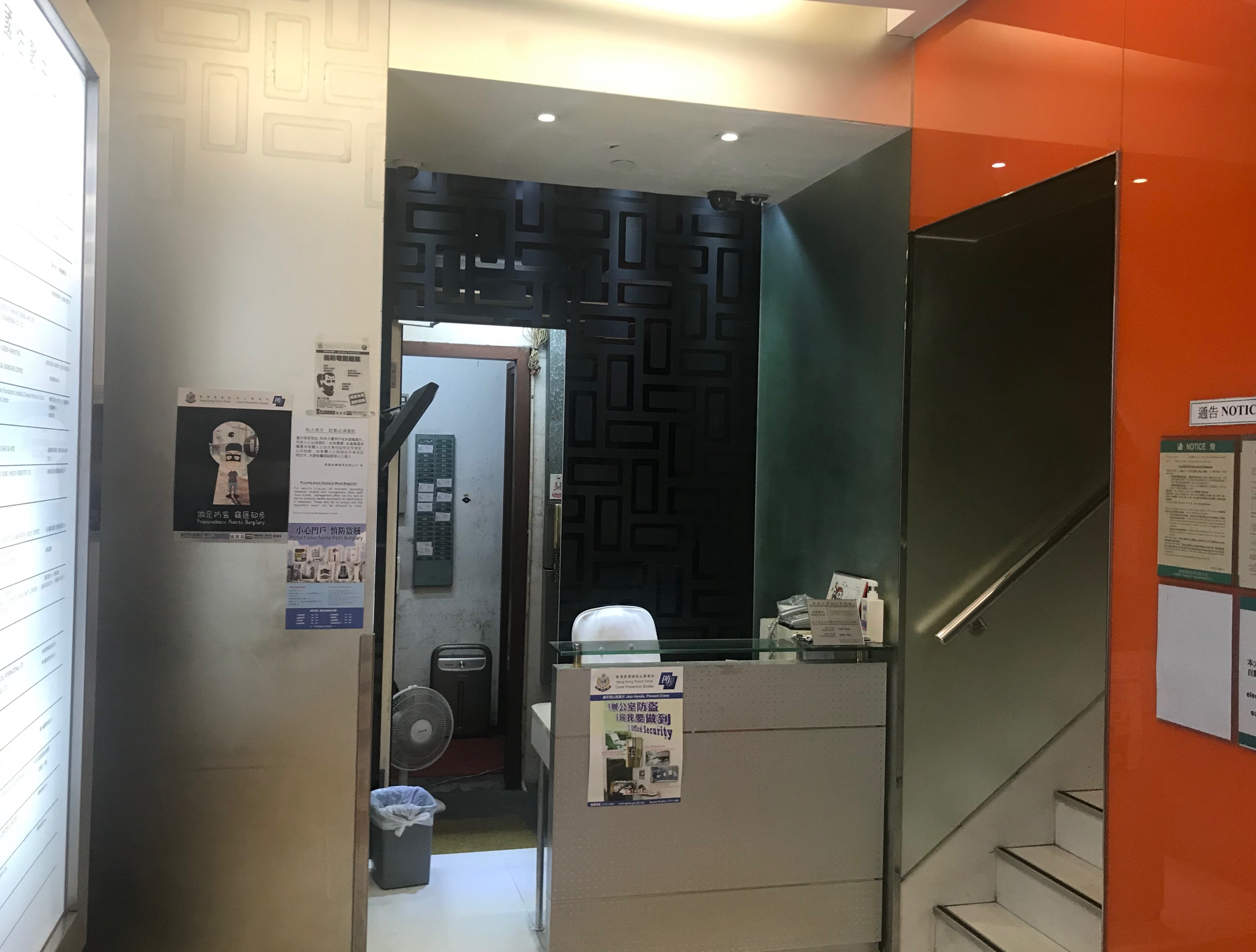
漢國佐敦中心地下大堂保安崗位台（攝於2019年3月）

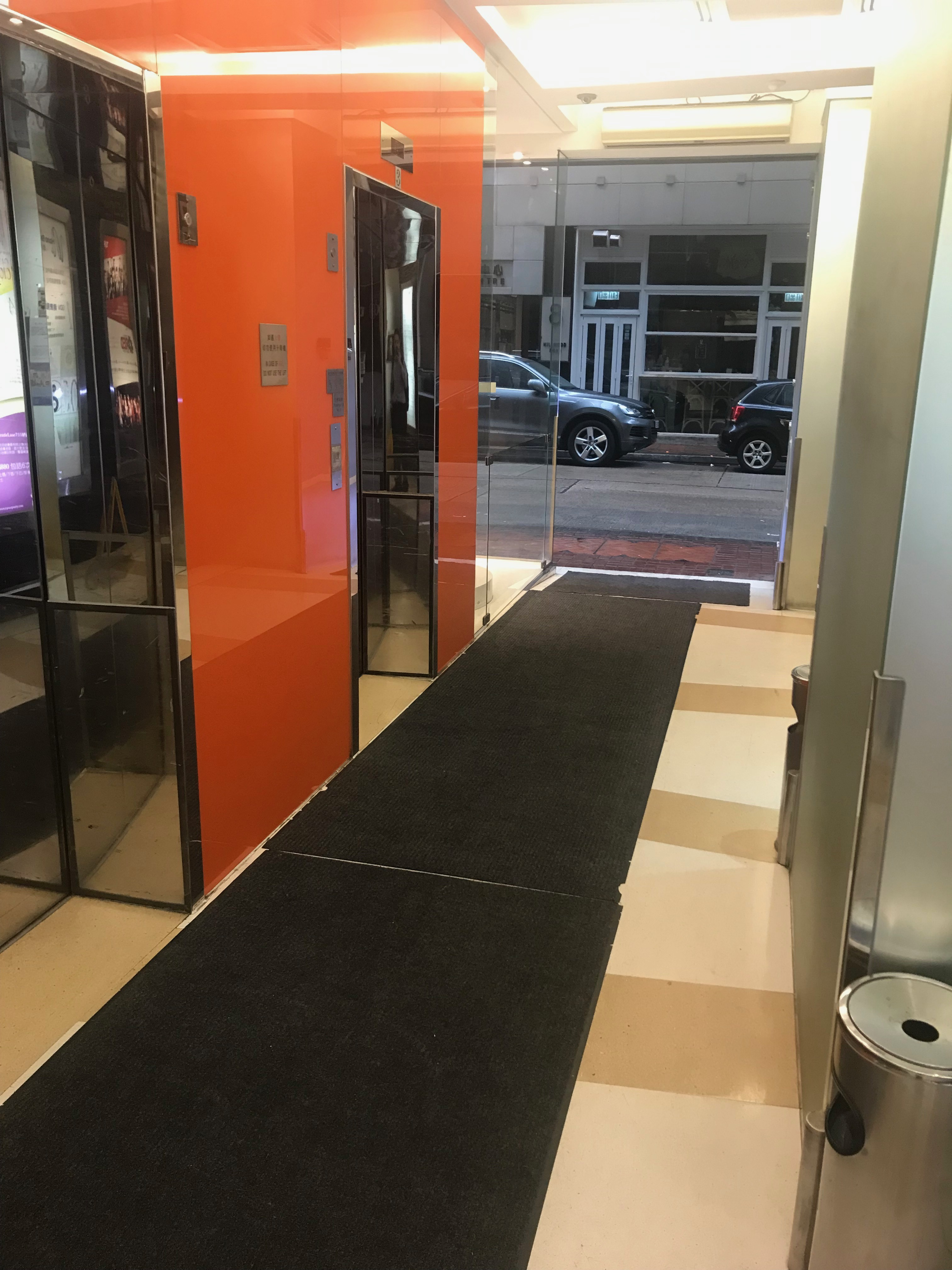
漢國佐敦中心地下大堂（攝於2019年4月）

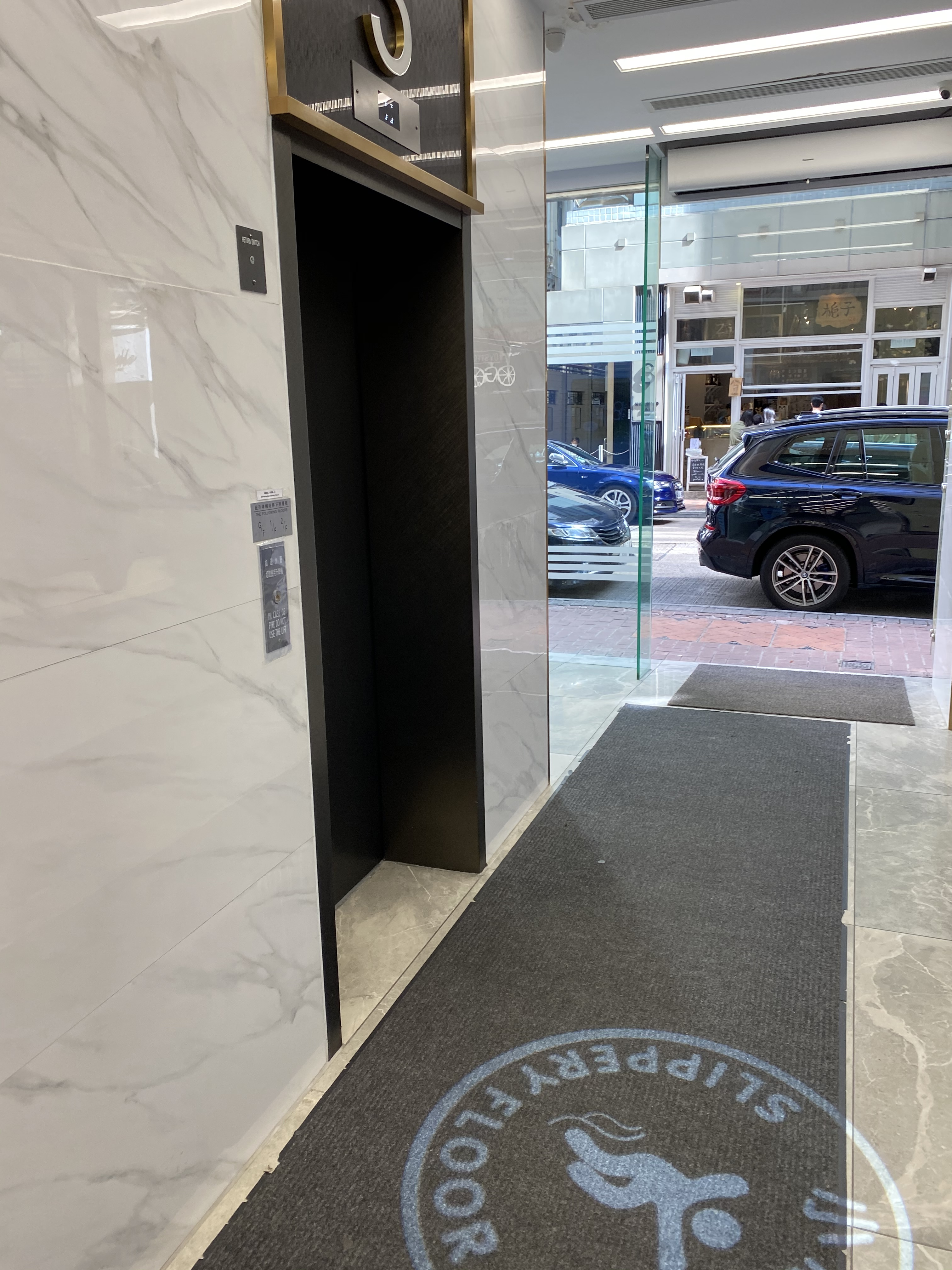
漢國佐敦中心地下大堂（攝於2020年6月）

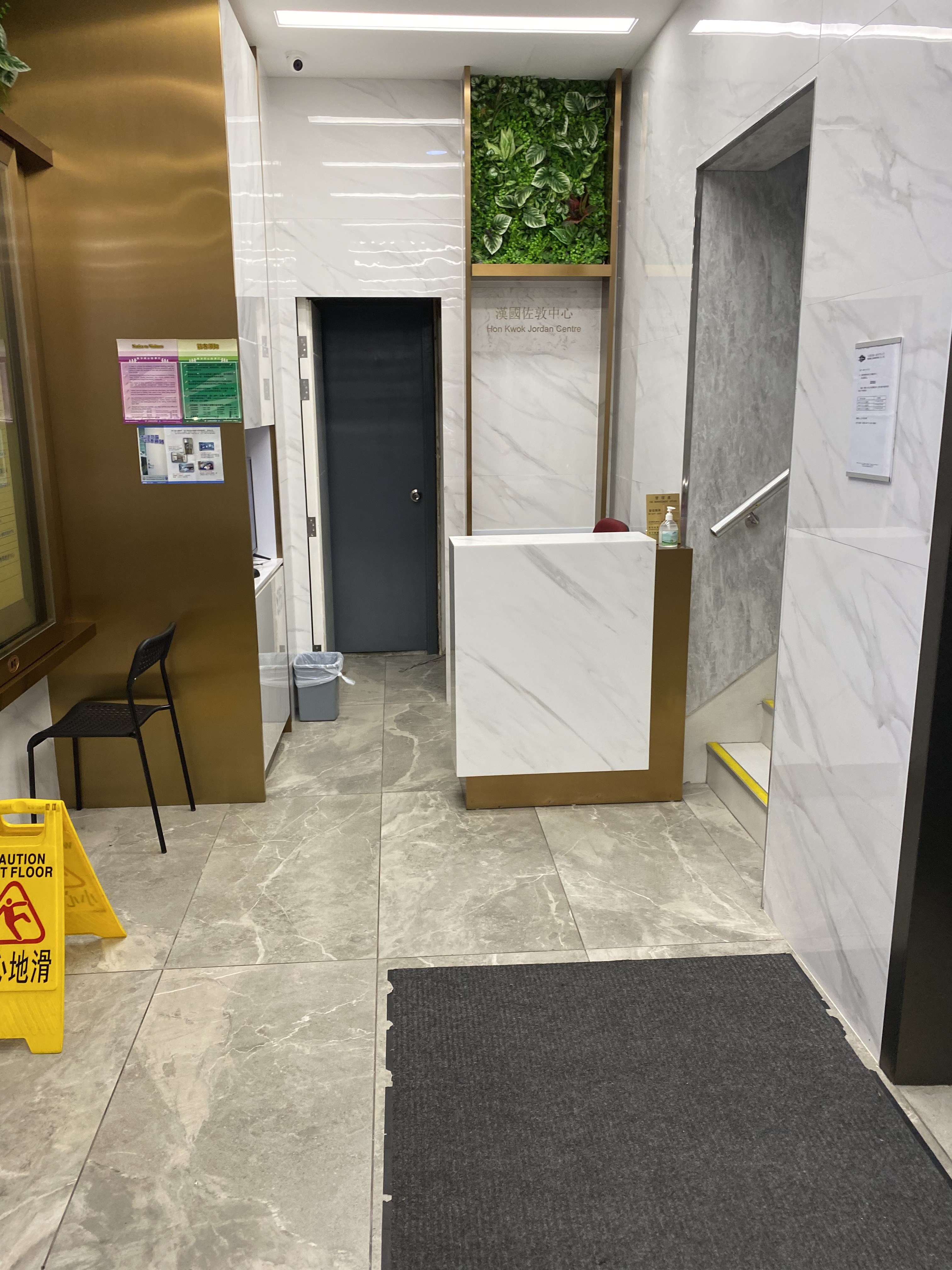
漢國佐敦中心地下大堂保安崗位（攝於2020年6月）

## 交通
| 交通路線列表 |
| --- |
| 港鐵 - █ 荃灣綫：佐敦站 （步行6分鐘） - █ 屯馬綫：柯士甸站F出口（步行15分鐘） - █ 東鐵綫、 █ 屯馬綫：紅磡站D1出口（步行40分鐘） |

## 物業估值
漢國佐敦中心於2003年2月之物業估值為一億六千萬港元。於2012年9月，香港經濟日報報導指有人以七億港元洽購漢國佐敦中心。

## 鄰近
- 九龍公園
- 莊士倫敦廣場
- 柏麗購物大道
- 美麗華酒店
- 美麗華商場
- 聖安德烈堂
- 九龍木球會
- 九龍草地滾球會
- 覺士道兒童遊樂場